# Arpad Viragh
Arpad Viragh (* 11. Januar 1888 als Árpád Virágh in Budapest, Königreich Ungarn; † 31. Mai 1930 auf Capri, Italien) war ein ungarischer Kameramann, der ab 1919 eine Karriere beim deutschen Film machte.

## Leben
Árpád Virágh, dessen ungarischer Name in Deutschland ohne Akzente geführt wird, erhielt seine fotografische Ausbildung zu Beginn des 20. Jahrhunderts. Anschließend ging er nach Paris und wurde 1910 von der Produktionsfirma Pathé für zwei Jahre als Kameramann eingestellt. In der Frühphase des Ersten Weltkriegs begann Viragh in seiner Heimatstadt Budapest als Chefkameramann zu arbeiten. Infolge des Scheiterns der Räterepublik floh er noch 1919 nach Deutschland, wo er zunächst Arbeit bei einer Reihe von Filmen minder bedeutender Produktionsgesellschaften fand. Er fotografierte in den kommenden zehn Jahren Inszenierungen der Regisseure Dimitri Buchowetzki, E. A. Dupont, Hanns Schwarz, Karl Grune, Richard Oswald und Paul Czinner und diese Arbeiten waren es, die ihn bekannt machten. 1928/29 hielt er sich in Großbritannien auf und erlebte dort den Übergang vom Stumm- zum Tonfilm.
Während der Dreharbeiten zu seinem ersten Tonfilm Die singende Stadt, von dem er auch die englischsprachige Version City of Song fotografierte, starb Viragh im Alter von 42 Jahren. Als Todesursache wird angegeben, er habe sich vergiftet, nachdem er auf Capri Schalentiere gegessen hatte, die nicht zum Verzehr geeignet waren.

## Filmografie
- 1915: Az alvajáró
- 1915: A kormányzó
- 1916: Ciklámen
- 1916: Fehér éjszakák
- 1916: Mágnás Miska
- 1916: Petőfi-dalciklus
- 1917: Fekete gyémántok
- 1918: Szibéria
- 1918: A kivándorló
- 1919: Jön a rozson át
- 1919: Aníta Jo
- 1920: Napoleon und die kleine Wäscherin
- 1920: Wer war es?
- 1920: Sizilianische Blutrache
- 1920: Die letzte Stunde
- 1920: Der langsame Tod
- 1920: Das rote Plakat
- 1921: Danton
- 1921: Fahrendes Volk
- 1921: Die Geierwally
- 1921: Sappho
- 1921: Der Galiläer
- 1922: Frauenopfer
- 1922: Lola Montez, die Tänzerin des Königs
- 1923: Die Frau mit den Millionen (3 Teile)
- 1923: Zwei Menschen
- 1923: Nanon
- 1924: Steuerlos
- 1924: Orient
- 1924: Die Puppenkönigin
- 1925: Nick, der König der Chauffeure
- 1925: Der Bastard
- 1926: Der Geiger von Florenz
- 1926: Die Wacht am Rhein
- 1926: Als ich wiederkam
- 1926: Frauen der Leidenschaft
- 1926: Im weißen Rößl
- 1926: Die Flucht in die Nacht
- 1926: Die Sporck’schen Jäger
- 1926: Liebe
- 1927: Die Geliebte
- 1927: Bigamie
- 1927: Heimweh
- 1927: Svengali
- 1927/28: Königin Luise (2 Teile)
- 1928: Ledige Mütter
- 1928: Fräulein Chauffeur
- 1928: Eine Frau von Format
- 1928: Priscillas Fahrt ins Glück
- 1929: Mr. Smith Wakes Up (Kurzfilm)
- 1929: The Unwritten Law
- 1930: Die singende Stadt